# نهادهای امنیتی فلسطین

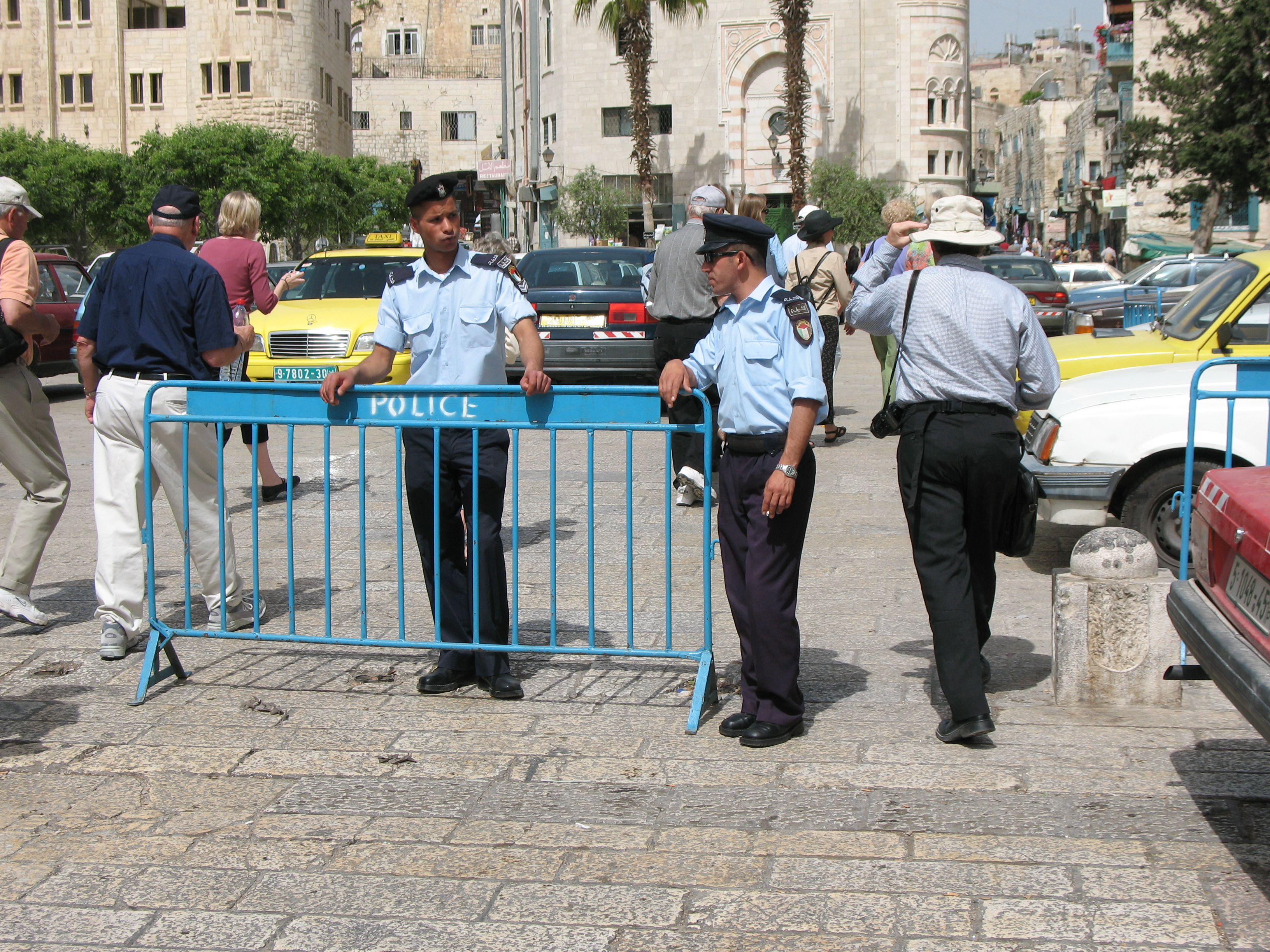
پلیس فلسطین در بیت‌لحم، ۲۰۰۷

نهادهای امنیتی فلسطین (PSS)، نیروهای مسلح و سازمان‌های اطلاعاتی فلسطین را تشکیل می‌دهند که شامل دوازده شاخه، به‌ویژه نیروهای امنیتی، پلیس شهری، گارد ریاست‌جمهوری و نیروهای امنیت ملی هستند. رئیس تشکیلات خودگردان فلسطین، فرمانده کل نیروهای فلسطینی است.
از هر ۱۶ فلسطینی کرانه باختری، یک نفر برای این شاخه‌ها کار می‌کند و این منطقه را به یکی از تحت نظارت‌ترین جمعیت‌ها در جهان تبدیل کرده است. هم آموزش و هم بودجه آنها عمدتاً توسط آمریکا و اسرائیل، تأمین می‌شود. تشکیلات خودگردان فلسطین، بیشتر از مجموع بودجه‌ای که برای آموزش و خدمات بهداشتی، اختصاص می‌دهد، برای امنیت خود، هزینه می‌کند.